# Каапуку
Каапуку — город в департаменте Парагуари, Парагвай. По данным на 2020 год в городе проживало 8 524 человека.

## Демография

### Численность населения
| Год                     | 2000 | 2005 | 2010 | 2015 | 2020 |
| ----------------------- | ---- | ---- | ---- | ---- | ---- |
| Население               | 7677 | 7872 | 8067 | 8287 | 8524 |
| Плотность населения/км2 | 3,08 | 3,1  | 3,2  | 3,3  | 3,4  |

### Население по возрастным группам на 2020 год
| Возраст                                     | 0-9 лет | 10-19 лет | 20-29 лет | 30-39 лет | 40-49 лет | 50-59 лет | 60-69 лет | 70-79 лет | 80+ лет |
| ------------------------------------------- | ------- | --------- | --------- | --------- | --------- | --------- | --------- | --------- | ------- |
| Количество людей в данной возрастной группе | 1502    | 1526      | 1470      | 1294      | 823       | 741       | 617       | 359       | 193     |

### Соотношение мужчин и женщин
| Пол                               | Мужчины | Женщины |
| --------------------------------- | ------- | ------- |
| Количество людей данного пола     | 4488    | 4036    |
| Количество людей данного пола в % | 52,7    | 47,3    |

## Инфраструктура
Через город проходит национальная дорога PY01, соединяющая Каапуку с Асунсьоном.